# Oulimnius troglodytes
Oulimnius troglodytes is een keversoort uit de familie beekkevers (Elmidae). De wetenschappelijke naam van de soort werd in 1827 gepubliceerd door Leonard Gyllenhaal.